# Ognjen Kuzmić
Ognjen Kuzmić (chirilice sârbești Огњен Кузмић, AFI: [ǒɡɲen kûzmit͡ɕ]; n. 16 mai 1990, Doboj, Republika Srpska, Bosnia și Herțegovina) este un jucător profesionist de baschet sârb care joacă pentru echipa spaniolă Real Madrid din Liga ACB și Euroliga. Are o înălțime de 2,14 m și joacă pe postul de pivot. În urma draftului NBA din 2012 a ajuns să joace pentru Golden State Warriors, fiind cel al 52-lea jucător ales în cadrul extragerii.

## Cariera profesională
Kuzmić a început să joace baschet la Findo Doboj. Și-a început cariera la seniori în 2007 la Borac Banja Luka. După un sezon, el s-a transferat la Korihait din prima ligă finlandeză de baschet. În 2010, el s-a întors în Bosnia, alegând să joace pentru KK Čelik Zenica.
În 2011, el a semnat cu Unicaja Malaga, dar a jucat în sezonul 2011-2012 la echipa secundă a clubului, Clínicas Rincon Benahavís, din a doua ligă spaniolă, fiind folosit de echipa mare în doar două meciuri.
În 2012, Unicaja Malaga l-a împrumutat la Joventut Badalona.
Pe 27 septembrie 2013 a semnat cu Golden State Warriors. În timpul lui primilor doi ani de studenție, el a fost trimis să joace pentru Santa Cruz Warriors în NBA Development League, fiind considerat aici drept unul dintre cei mai buni jucători defensivi, reușind să câștige și campionatul D-League în sezonul 2014-15. A făcut parte și din lotul lui Golden State Warriors care a învins-o pe Cleveland Cavaliers în Finala NBA din 2015, însă Kuzmić nu a reușit să joace în niciun meci din cauza unei accidentări la glezna stângă.
Pe 27 iulie 2015, a semnat pe doi ani cu clubul grecesc Panathinaikos. Pe 21 aprilie 2016 a părăsit-o pe PAO.
Pe 19 iulie 2016, Kuzmić a semnat un contract pe trei ani cu Steaua Roșie Belgrad. Kuzmić a fost numit MVP-ul lunii ianuarie în sezonul 2016-2017 al Euroligii.
Pe 26 iulie 2017, Kuzmić a semnat pe doi ani cu Real Madrid. În octombrie 2017, s-a accidentat la genunchiul stâng și a stat pe tușă pentru tot restul sezonului.

## Cariera internațională
Fiind un sârb bosniac, Kuzmić a avut posibilitatea de a alege echipa națională la care va juca în viitor: Bosnia și Herțegovina sau Serbia.
În mai 2013 a refuzat convocarea venită din partea antrenorului Bosniei și Herțegovinei de atunci, Aleksandar Petrović.
În mai 2014, Kuzmić și-a exprimat public dorința de a juca pentru naționala Serbiei. În iunie 2014, antrenorul echipei naționale, Aleksandar Đorđević, l-a inclus în lista lărgită cu 29 de jucători care se băteau pentru cele douăsprezece locuri din lotul care avea să participe la Cupa Mondială din 2014. Trei săptămâni mai târziu, la începutul lunii iulie 2014, Kuzmić a făcut parte și din lista scurtă care cuprindea 20 de jucători care trebuiau să se prezinte în cantonamentul naționalei, însă Kuzmić nu s-a putut prezenta din cauza unei accidentări la peroneu pe care a suferit-o în timpul NBA Summer League 2014.
Kuzmić a reprezentat Serbia pentru prima dată la EuroBasket 2015 sub conducerea lui Aleksandar Đorđević. În prima fază a turneului, Serbia a dominat în cea mai grea grupă, Grupa B, reușind să învingă toate cele cinci echipe din ea. Apoi a eliminat-o pe Finlanda în șaisprezecimi și pe Cehia în optimi. Serbia a fost eliminată în semifinalele competiției de către Lituania cu 67-64, și a pierdut și meciul pentru medalia de bronz, 68-81 cu echipa gazdă, Franța. În nouă meciuri la acest turneu, Kuzmić a realizat o medie de 3,1 puncte și 3,0 recuperări.
Kuzmić a reprezentat Serbia și la EuroBasket 2017, unde a câștigat medalia de argint, după ce a pierdut în finala cu Slovenia. În cadrul acestui turneu a realizat o medie de 7,1 puncte, 5,1 recuperări și 1,3 pase decisive pe meci.

## Legături externe
- Ognjen Kuzmić pe Twitter
- Statistici carieră și informații despre jucător de la Basketball-Reference.com
- Ognjen Kuzmić Arhivat în 7 aprilie 2014, la Wayback Machine. la acb.com
- Ognjen Kuzmić Arhivat în 5 iunie 2015, la Wayback Machine. la draftexpress.com
- Ognjen Kuzmić la espn.com
- Ognjen Kuzmić la eurobasket.com
- Ognjen Kuzmić la euroleague.net
- Ognjen Kuzmić la feb.es